# Samokitka, Kărdjali
Samokitka (în bulgară Самокитка) este un sat în comuna Kirkovo, regiunea Kărdjali,  Bulgaria. 

## Demografie
Componența etnică a satului Samokitka
     Turci (98,88%)
     Nicio identificare (1,11%)
     Altele (0%)
La recensământul din 2011, populația satului Samokitka era de 90 locuitori. Din punct de vedere etnic, majoritatea locuitorilor (98,88%) erau turci. Pentru 1,11% din locuitori nu este cunoscută apartenența etnică.